# Dundrum (County Tipperary)
Dundrum (irisch Dún Droma, was so viel wie „Festung des Bergrückens“ bedeutet) ist ein Dorf im gleichnamigen Townland, einem von acht in der Civil Parish Ballintemple im Wahlbezirk Kilpatrick der historischen Baronie Kilnamanagh Lower im heutigen County Tipperary, Irland.
Das Dorf liegt an der Kreuzung der Straßen R505 und R661, 14 km nordwestlich von Cashel und 14 km nordöstlich der Stadt Tipperary. Bei der Volkszählung 2022 betrug die Einwohnerzahl 221.